# Jardins de Kerdalo
 (septembre 2021).
Les jardins de Kerdalo se situent sur la commune française de Trédarzec dans le département des Côtes-d'Armor (Bretagne). Créés en 1965 par le prince Peter Wolkonsky, ils sont inscrits depuis 2005 sur la liste des jardins remarquables et ont été inscrits à l'inventaire des Monuments historiques en 2007.

## Présentation
Les jardins de Kerdalo s'étendent sur 18 hectares, le long d'un vallon encaissé qui descend en pente douce vers la rivière du Jaudy. Ce jardin-paysage à l'anglaise emprunte différents éléments d'inspiration italienne ou exotique.
Au-dessus du manoir s'étagent des terrasses italiennes plantées de spécimens exotiques. Un long bassin rectangulaire dans la partie haute du vallon s'achève sur une pagode d’inspiration chinoise.
Situé en contrebas de la cour du manoir, le « jardin des quatre carrés » est un jardin formel d'inspiration italienne. Composé de damiers imbriqués, il est planté de quatre massifs de vivaces et bordé de deux pavillons d'angle.
Plusieurs étangs et bassins s'étagent au long du vallon. Tout en bas, un chemin dallé traverse un bassin bordé d'énormes gunneras du Brésil et conduit à une grotte italianisante décorée de figures en coquillages.

## Histoire
En 1965, Peter Wolkonsky achète les vieux bâtiments de ferme d'une exploitation agricole et recompose façades et toitures dans le style d'un ancien logis manorial du XVIIe siècle. Il creuse les différentes pièces d'eau et bâtit et décore des constructions annexes, fontaine ou pavillons et grotte italienne ornés de coquillages.  
Les tempêtes de 1987 et 1999 causent de grands dégâts. Après la mort de Peter Wolkonsky en 1997, sa fille Isabelle et son mari Timothy Vaughan restaurent le jardin et poursuivent l'œuvre de son créateur.
En 2021, les Jardins de Kerdalo sont achetés par le créateur de chaussures de luxe Christian Louboutin. 
En mai 2025, ce jardin est considéré comme l'un des vingt-cinq plus beaux du monde, selon une liste publiée à l'époque par le New-York Times,.

## Distinctions
Les jardins de Kerdalo sont inscrits depuis 2005 sur la liste des jardins remarquables. Ils ont été inscrits à l'inventaire des Monuments historiques le 22 juin 2007.